# Eulalia lobulata
Eulalia lobulata är en ringmaskart som beskrevs av Moore 1894. Eulalia lobulata ingår i släktet Eulalia och familjen Phyllodocidae. Inga underarter finns listade i Catalogue of Life.